# Gasparia oparara
Gasparia oparara là một loài nhện trong họ Toxopidae.
Loài này thuộc chi Gasparia. Gasparia oparara được miêu tả năm 1970 bởi Raymond Robert Forster.